# Maria ter Engelen
Maria ter Engelen is een voormalig klooster van de Clarissen, gelegen aan Hilleshagerweg 11 te Mechelen.

## Geschiedenis
Het klooster werd in 1978 in gebruik genomen. Het betrof 21 zusters, waarvan 15 slotzusters, welke voordien hun klooster te Wahlwiller bewoonden. Dit klooster was echter te groot geworden en werd aan een andere orde verkocht.
Het nieuwe witgeschilderde complex werd in carrévorm gebouwd, naar een ontwerp van Huib Crijns. In de moderne kapel, waarvan het interieur ontworpen werd door To Crijns-Beckers, bevinden zich een drietal glasramen (glasappliqué's) van dezelfde kunstenares, voorstellende respectievelijk kiemende, groeiende en bloeiende planten.
Het aantal zusters nam echter snel af wegens gebrek aan roepingen. In 1998 waren er nog 6 gezonde en 2 zieke zusters over. Het klooster werd verkocht aan de Andreasstichting en de zusters gingen wonen in het klooster Blankenberg te Cadier en Keer. Het klooster Maria ter Engelen werd daarna nog tot 2013 bewoond door de Zusters van het Heilig Kruis, eveneens een contemplatieve orde.
Vervolgens werd het klooster verkocht en omgebouwd tot een appartementencomplex voor ouderen.